# Murray International Trust
Murray International Trust plc ist eine britische Investmentgesellschaft mit Sitz in Edinburgh. Die Vorgängergesellschaft war der Murray Western Investment Trust plc.
Das Unternehmen investiert in globale Aktien, Anleihen und Derivate. Ca. 75 % der Werte sind in den Regionen Nordamerika, Europa (ohne Vereinigtes Königreich), Asien (ohne Japan) angelegt. Das Unternehmen investiert in verschiedene Sektoren wie Öl, Gas und Kohle, Grundstoffe, Industriewerte, Basiskonsumgüter, Gesundheitswesen, Telekommunikation, Versorgungsunternehmen u. a.
Im März 2024 beliefen sich die verwalteten Mittel auf insgesamt 1,798 Mrd. Pfund.
Die Fondsmanager des Trusts sind Bruce Stout, Martin Connaghan und Samantha Fitzpatrick von abrdn Fund Managers Limited.
Das Unternehmen ist an der Londoner Börse gelistet und Teil des FTSE 250 Index.